# الشجاعية (حزم العدين)

تعديل مصدري - تعديل

الشجاعية محلة تابعة لقرية المكداشة، التابعة لعزلة الاسلوم بمديرية حزم العدين إحدى مديريات محافظة إب في الجمهورية اليمنية، بلغ تعداد سكانها 33 حسب تعداد اليمن لعام 2004.